# Guillermo I de Aquitania
Guillermo I de Aquitania, llamado también Guillermo el Piadoso o Guillermo de Auvernia (22 de marzo de 875 -6 de julio de 918), fue un aristócrata y noble franco, marqués de Gotia, conde de Auvernia, de Berry, de Limoges, de Lyon, de Mâcon y duque de Aquitania (893 a 918).

## Biografía
Hijo del conde de Tolosa Bernardo III y de Ermengarda, hija del conde de Auvernia, Bernardo I. En el año 886, a la muerte de su padre, obtuvo el título de conde de Auvernia. 
Hacia el año 898 se casó con Engelberga, hija del rey de Provenza y de la Borgoña Cisgiurana Bosón V de Provenza y de Ermengarda, hija única del emperador Luis II el Joven. De este matrimonio nació un hijo llamado Bosón que murió antes que su padre.
En el año 893 dio hospitalidad y protección al duque de Aquitania, Ebalus y le tomó el título y la propiedad, llegando así a ser uno de los mayores señores feudales de Francia.
Durante su gobierno tanto Aquitania como Auvernia tuvieron que sufrir duras devastaciones por parte de los vikingos: en 897, cuando el rey de Francia Odón I les pagó para que dejasen el valle del Sena y los vikingos se dirigieron y atravesaron el valle del Loira y luego, el año siguiente, tras la muerte del rey Odón, los vikingos fueron más allá del Loira sin que el nuevo rey de Francia, Carlos III, hiciese nada para ayudar al ducado o al condado. Dado que un cierto número de vikingos se había establecido a lo largo del valle del Loira, los ataques y saqueos en el ducado continuaron sucediéndose incluso tras el tratado de Saint-Clair-sur-Epte, ya que esta solución no incluía a los vikingos presentes en el Loira.
Entre 909 y 910, Guillermo fundó la abadía benedictina de Cluny, nombrando como primer abad a Bernón de Baume. Además había concedido en donación a la iglesia de Roma todos los derechos sobre la abadía y este derecho fue extendido luego a todos los monasterios que se unieron a la congregación cluniacense, que se sustraían así del poder sea del rey de Francia que de los obispos de la zona. 
Guillermo murió sin dejar descendientes directos el 6 de julio de 918 en Brioude, dejando los títulos de duque de Aquitania y conde de Auvernia al sobrino Guillermo II, hijo de su hermana Adelaida.